# THE “new” WORLD -WORLD TOUR !? in JAPAN-
『THE “new” WORLD ～WORLD TOUR !? in JAPAN～』（ザ・ニューワールド～ワールドツアー!?イン ジャパン～）は、BENNIE KのライブDVD。2007年11月7日発売。発売元はフォーライフミュージックエンタテイメント。

## 解説
- DVDとしては2006年9月発売の「ザ・ベニーケー・ショウ～on the floor編？～」以来1年1ヶ月振りの発売となる。
- 2007年5月～7月に行われた全国ライブツアー「"WORLD TOUR!? in JAPAN"」から6月30日と7月1日、7月2日に渡りZepp Tokyoで行われたライブ映像を収録。さらに特典映像がついた2枚組仕様になっている。収録時間123分。

## 収録曲

### DISC1
1. ある朝 ～Opening～
2. Joy Trip
3. Passista de Samba
4. SATISFACTION
5. ユートピア
6. ララライ LIE !?
7. 風利眼 in the house
8. Luche/by nana
9. Matador Love
10. 旅人
11. 1001Nights
12. echo
13. Better Days
14. Doggy Love/with GIPPER（NORA）
15. ワイハ
16. Happy Drive ～Taste Your Stuff～
17. オアシス
18. Dreamland
19. SAFARI
20. 青い鳥

### DISC2
1. 弁慶&牛若丸
2. DISCO先輩/with アルファ
3. サンライズ
4. Around THE WORLD ～Reprise～

- - THE HOLE（Original Animation Film）
  - THE WORLD（Promotion Video）